# Maria Brătianu-Pillat
Maria Brătianu-Pillat (n. octombrie 1868, București, România – d. 1945) a fost o doamnă de societate română. Este fiica lui Ion C. Brătianu și a Piei.

## Biografie
În anul 1877 familia Brătianu s-a mutat la București deoarece tatăl ei a fost numit prim-ministru al României, iar Maria, împreună cu surorile și frații săi, au urmat un sistem riguros de educație.
Maria Brătianu-Pillat a luat lecții de pictură la Paris și a urmat cursuri de artă la Louvre și la Sorbona în perioada 1863-1944. A devenit apoi doamnă de onoare a Reginei Maria (1875-1938). Pe 20 mai s-a căsătorit cu moșierul moldovean Ion N. Pillat cu care a avut 3 copii: Ion, Pia și Niculae.

## Activitate
A ramas în București în timpul Primului Război Mondial și a amenajat împreună cu alte doamne de societate un spital pentru îngrijirea răniților în incinta Azilului de Bătrâni din capitală. După război a făcut parte din Societatea Doamnelor Române și a fost președinta Societatății Muzicale „Cântarea României”.